# Petr Hošek (hudebník)
Petr Hošek (8. února 1967 Praha – 23. ledna 2023) byl český baskytarista a zakladatel punkové kapely Plexis.
Byl proslulý svým bohémským životem. Petr Hošek zemřel 23. ledna 2023 po krátké nemoci. Zprávu o jeho smrti na Facebooku zveřejnil hudebníkův kamarád a spolupracovník Matyáš Rejthar.
V Archivu bezpečnostních složek je veden jako agent Státní bezpečnosti pod krycím jménem „Sid“.

## Kapely
- Plexis
- Do řady!
- Michael's Uncle
- Našrot
- Maradonna Jazz
- Svatý Vincent

## Osobní diskografie
- 1990 Různí – Akce Punk (2 písně Plexis)
- 1990 Různí – Rebelie punk'n'oi! (3 písně Plexis)
- 1990 Různí – Epidemie (3 písně Plexis)
- 1990 Plexis – Půlnoční rebel
- 1992 Plexis – White killer
- 1992 Michael's Uncle – Svině! (natočeno již v roce 1988)
- 1993 Plexis – III
- 1998 Plexis – To
- 2000 Plexis – Už mi to kroutí nohu
- 2005 Doktor P.P. – Omyl mladších třetihor
- 2007 Tři sestry – Mydlovary (host v písni Koukej)
- 2009 Best Of Plexis
- 2011 Plexis – Vohul to!
- 2017 Plexis – Kašpar v nesnázích

## Další kulturní počiny
- Kompars v americkém filmu Howling
- Role ve filmu Vrať se do hrobu!
- Role sama sebe ve filmu Mňága – Happy End
- účastník taneční párty ve filmu Šeptej
- Role ve filmu Mravenci nesou smrt
- Dokument Kmeny – Punk
- Role ve filmu Banger